# Joachim Messing

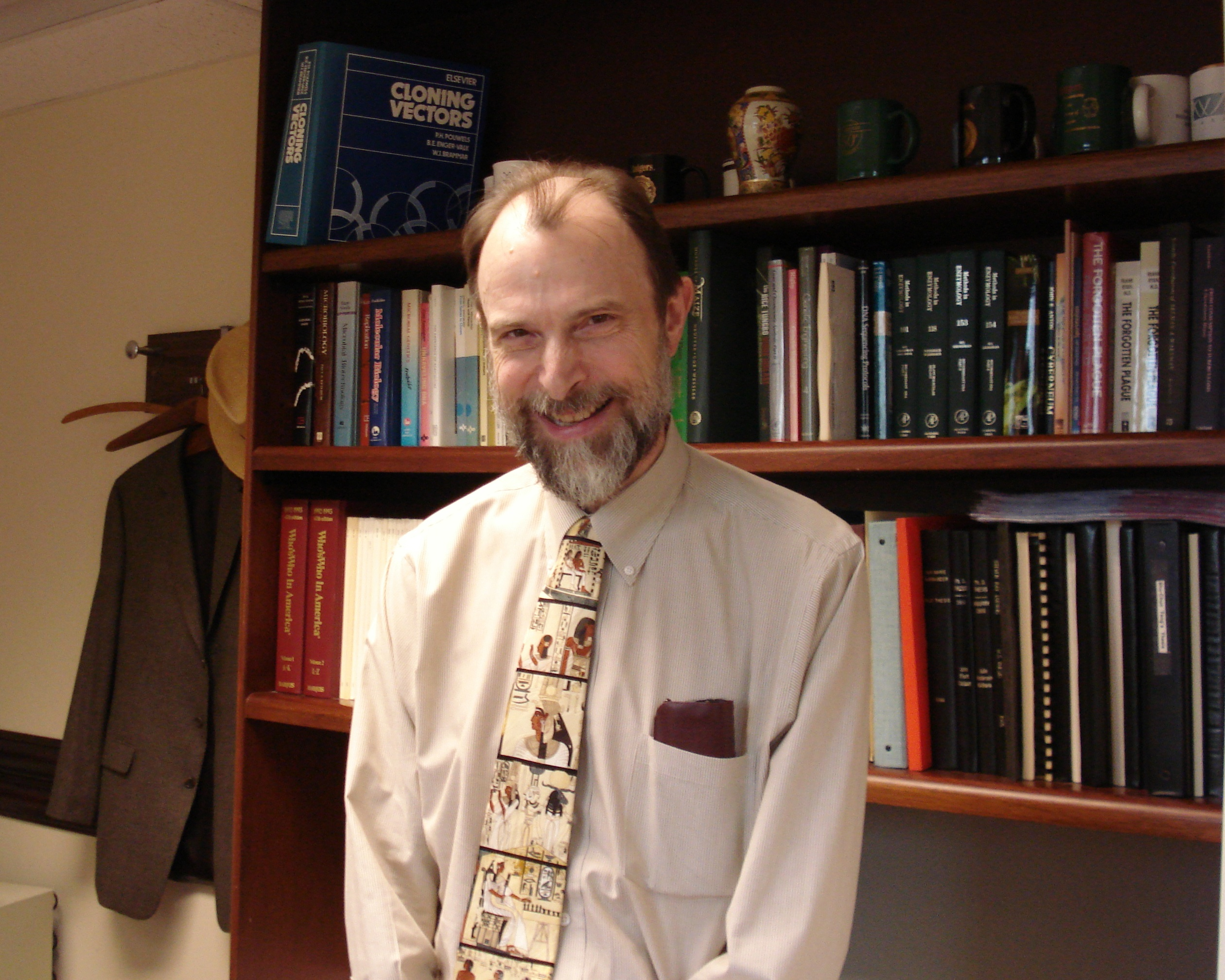
Joachim Messing (2008)

Joachim Wilhelm „Jo“ Messing (* 10. September 1946 in Duisburg; † 13. September 2019 in Somerset, New Jersey) war ein deutsch-amerikanischer Molekularbiologie, Biochemiker und Agrarwissenschaftler. Er war Direktor des Waksman Institute of Microbiology und Selman A. Waksman Professor für Molekulare Genetik an der Rutgers University. Er gehört zu den Pionieren der Gentechnik und ist einer der meistzitierten Wissenschaftler.

## Leben
Joachim Messing ist der Sohn des Bauingenieurs Heinrich Messing und seiner Frau Martha, einer Hausfrau. Früh wurde sein Interesse am Fach Chemie geweckt. 1968 absolvierte er als Voraussetzung für ein Pharmaziestudium eine zweijährige Lehre in einer Apotheke in Duisburg. Ab 1968 studierte er Pharmazie in Berlin. Sein Engagement als Studentenvertreter wurde mit einer Einladung zur Lindauer Nobelpreisträgertagung belohnt, wo er neben anderen Nobelpreisträgern Selman A. Waksman kennenlernte. 1971 legte er das Staatsexamen ab. 1975 wurde er an der LMU in München im Fach Biochemie promoviert. Er folgte einem Angebot von Feodor Lynen am Max-Planck-Institut für Biochemie in München zu forschen und auch seinem Rat, hier an Viren zu forschen, ein Projekt, das schnell mit einem Nature-Paper belohnt wurde. Es folgten Stationen an der University of California, Davis, einem der Zentren der Pflanzengenetik und der University of Minnesota, St. Paul. Seit 1985 war er Professor für Molekulare Genetik an der Rutgers University und seit 1988 Direktor des Waksman Institute of Microbiology der Rutgers University.
Messing war verheiratet und hat mit seiner deutschstämmigen Frau einen Sohn, der an der Johns Hopkins University promoviert wurde. Er starb am 13. September 2019 im Alter von 73 Jahren.

## Forschung
In den späten 1970er und frühen 1980er Jahren haben Joachim Messing und seine Kollegen die Shotgun DNA-Sequenzierungsmethode mit synthetischen universellen Primern entwickelt. Die Methode beruht auf der Fragmentierung von DNA, gefolgt von der Klonierung und der Sequenzierung vom Ende her. Durch die Fragmentierung erhält man überlappende Sequenzinformationen, die zu durchgehenden Sequenzen (contigs) rekonstruiert werden können. Den ersten Beweis erbrachte er mit der Aufklärung der Sequenz des Blumenkohlmosaikvirus (englisch Cauliflower Mosaic Virus, CaMV). Die für diese Arbeiten entwickelten M13- und pUC-Vektoren, wie M13mp18 und pUC19 waren Voraussetzung für die Entwicklung der ortsspezifischen Mutagenese aber auch für die Sequenzierung ganzer Chromosomen. 1982 entwickelte er das erste PC-Programm um überlappende Sequenzdaten zu bearbeiten. Er generierte auch den ersten E. coli-Stamm (JM101), der für das Blau-Weiß Screening geeignet ist. Die sechs entscheidenden Publikationen über Vektoren und die Shotgun-Sequenzierung wurden über 31.000 mal zitiert. In der Dekade zwischen 1981 und 1990 war Messing der weltweit meistzitierte Wissenschaftler. Messing hat die von ihm entwickelten Methoden, Vektoren und Bakterienstämme nicht patentiert und frei zugänglich gemacht.
An der Rutgers University widmete er sich neben der Molekularbiologie und Bioinformatik der Pflanzenentwicklung und Pflanzengenomik. Er forschte auch auf epigenetischen Phänomenen, wie der Vererbung, die nicht auf der DNA-Sequenz beruht (non-Mendelian inheritance). Die Genomsequenzierung und RNA-Interferenzversuche in seinem Labor erlaubten ihm die Organisation und Evolution von Genen zu studieren, die den Gehalt an Proteinen als Nahrungsquelle oder für Biokraftstoffe kontrollieren. Die Untersuchungen von Zuckerhirse führten zur Entdeckung einer natürlichen Variante, die mehr Zucker anreichert. Er untersuchte auch die Wasserlinse zur Nutzung als alternative Bioenergiequelle.

## Ehrungen und Mitgliedschaften
- Fellow der American Association for the Advancement of Science (2002)[13]
- Mitglied der Leopoldina in der Sektion Genetik/Molekularbiologie und Zellbiologie (2007)[14]
- Wolf-Preis in Agrarwissenschaften (2013)[15]
- Promega Biotechnology Award (2014)[16]
- Mitglied der National Academy of Sciences (2015)[17]
- Mitglied der American Academy of Microbiology (2015)[18]
- Mitglied der American Academy of Arts and Sciences (2016)[19]